# Куртаніч Фелікс Валерійович
Фе́лікс Вале́рійович Курта́ніч (16 листопада 1996, с. Грижинці Тиврівський район Вінницька область — 17 квітня 2022, поблизу С. Лозова, Донецька область) — український військовослужбовець, учасник Революції гідності, старший сержант Збройних сил України, учасник російсько-української війни.

## Життєпис
Був активнив учасником Революції Гідності. На той час навчався в Чернігівському ліцеї з посиленою військово-спортивною підготовкою. У 2014 році вступив до Вінницького торговельно-економічного інституту. У 2015 пішов на війну у складі батальйону «Донбас». Воював в Авдіївці, Пісках, Широкиному, Попасній. Після «Донбасу» служив у батальйонах ОУН, «Карпатська січ», «Айдар». У 2020 демобілізувався і вернувся до цивільного життя

## Акції Dronarium Ukraine
Коли обстрілювали територію Ізраїлю влітку 2021, Фелікс підняв на дроні прапор із зіркою Давида над Києвом. У січні 2022, коли протестував Казахстан, підняв прапор Казахстану на дроні над Києвом. 16 лютого 2022, в День єдності, коли очікувався напад російської федерації на Україну, Фелікс підняв оголошення з написом: «Продам гараж на Соломі» та номер посольства РФ. Це оголошення потрапило у стрім Вид на площу Майдан у Києві на тлі російсько-української кризи агенції Reuters. Скріншот з відео став дуже популярним в інтернеті.

## Загибель
Загинув у селі Лозова, Донецької області. Тіло опізнано по ДНК-експертизі. Указом Президента України від 24 травня Фелікс Куртаніч нагороджений орденом «За мужність» ІІІ ступеня посмертно. Похований в рідному селі Грижинці. Залишилися батьки, сестра та бабуся.

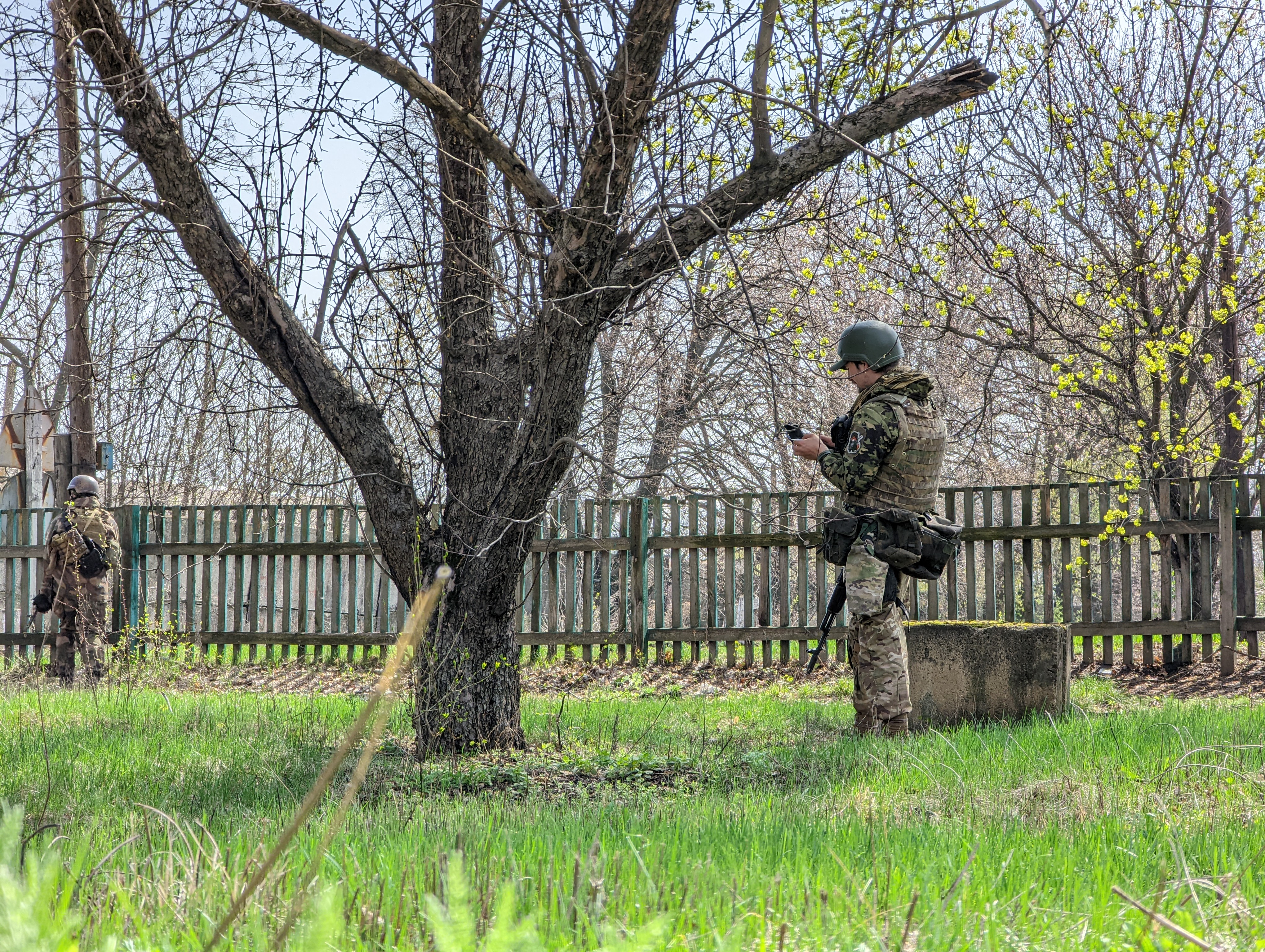

Після загибелі Фелікса Куртаніча його друзі та колеги реалізували його мрію знімати кіно. Вони відзняли документальний фільм про нього та створили в його пам'ять «FELIX.production»
Стрічка «Фелікс. Лис подільський» вийшла у прокат 2023-го року.